# 基輔地鐵橋
地鐵橋（羅馬化：Mist Metro）是烏克蘭首都基輔于1965年随基輔地鐵擴建工程建成通车的一座橋樑，橫跨第聶伯河，全長700米；該橋樑同时供基輔地鐵斯維亞托申-布羅瓦雷線和公路运输两种交通方式使用。

## 概述
基辅地铁桥将第聂伯河两岸与河中心的威尼斯群岛相连，共分为两座分桥，其中跨度较长的一座桥面中间较高、运行地铁线路，两侧较低、用于公路运输；由于地铁线路需要延伸到位于第聂伯河东岸山上第聂伯站，这一座分桥弧度较大。另一座跨度较短的名为魯薩尼夫卡大桥，将威尼斯群岛与第聂伯河西岸相连，整体弧度较为平缓；桥面北侧共有2股车道，南侧有1股地铁轨道。

## 事故
地铁桥曾在2019年9月18日遭遇恐怖袭击；当日，一名曾参与俄乌战争的老兵威胁称将炸毁此桥。为此，地铁桥上的交通曾中断数小时，基辅全城的交通也因此瘫痪。警方将肇事人逮捕后发现其除了一把用于击落警用无人机的步枪之外并没有包括炸弹在内的其他杀伤性武器。

## 图集

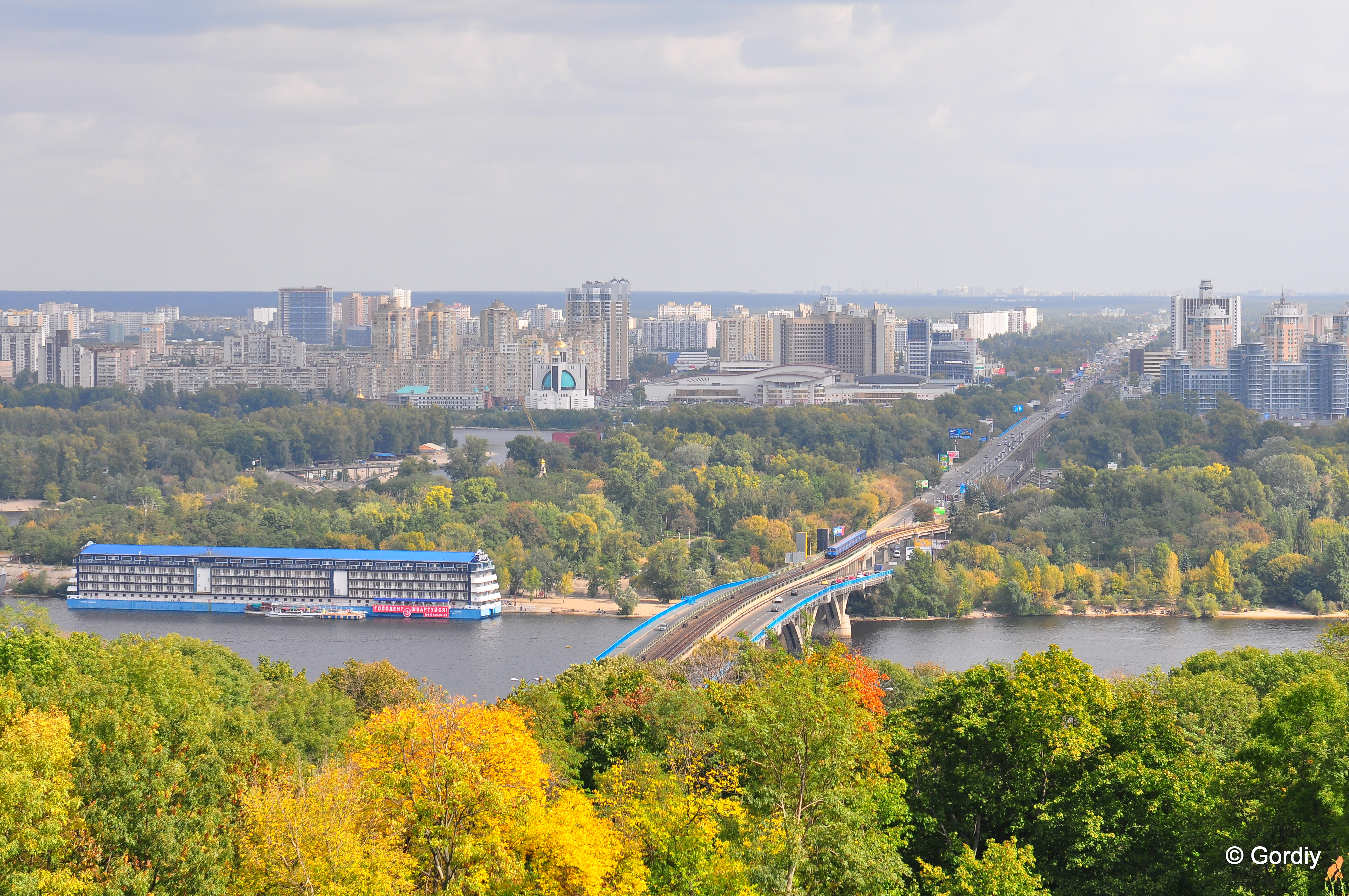
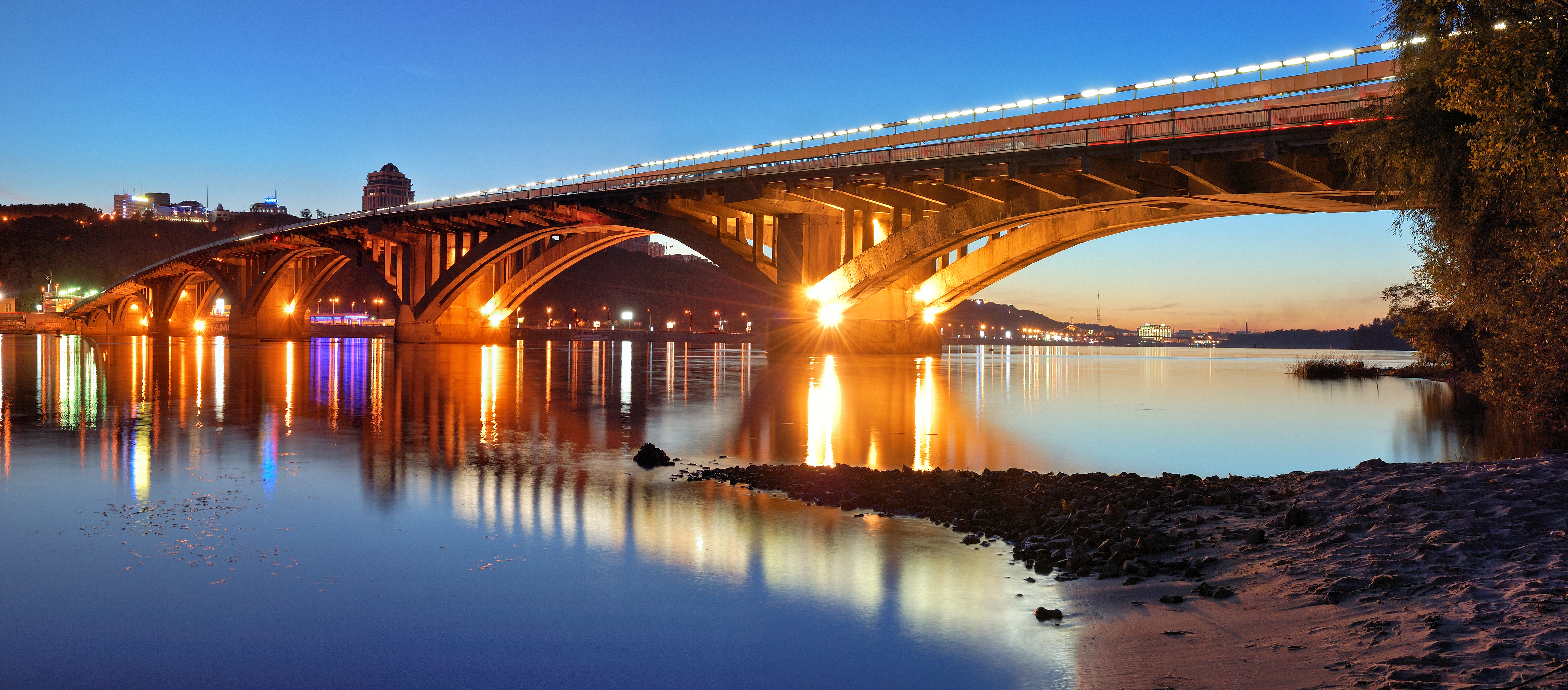
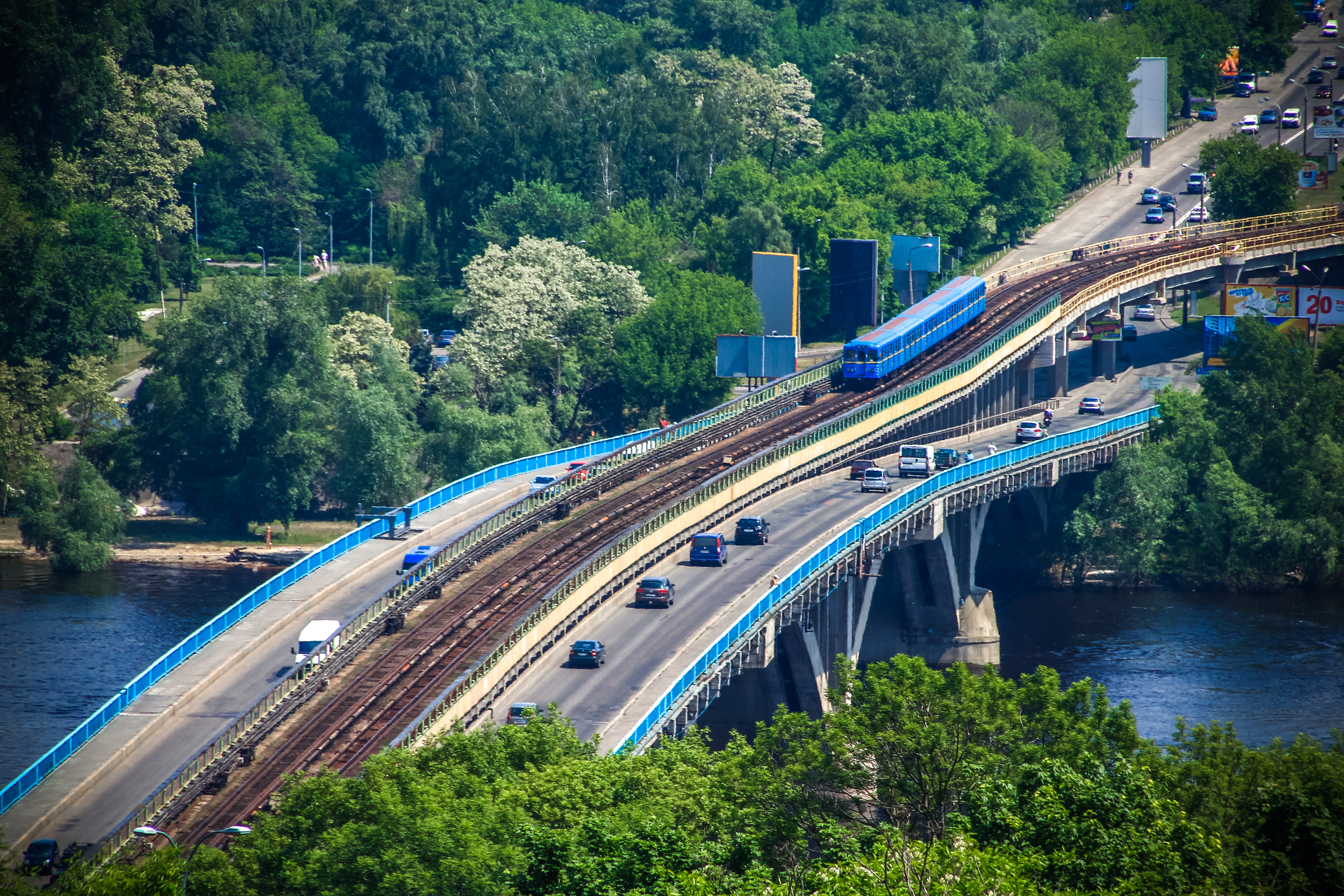
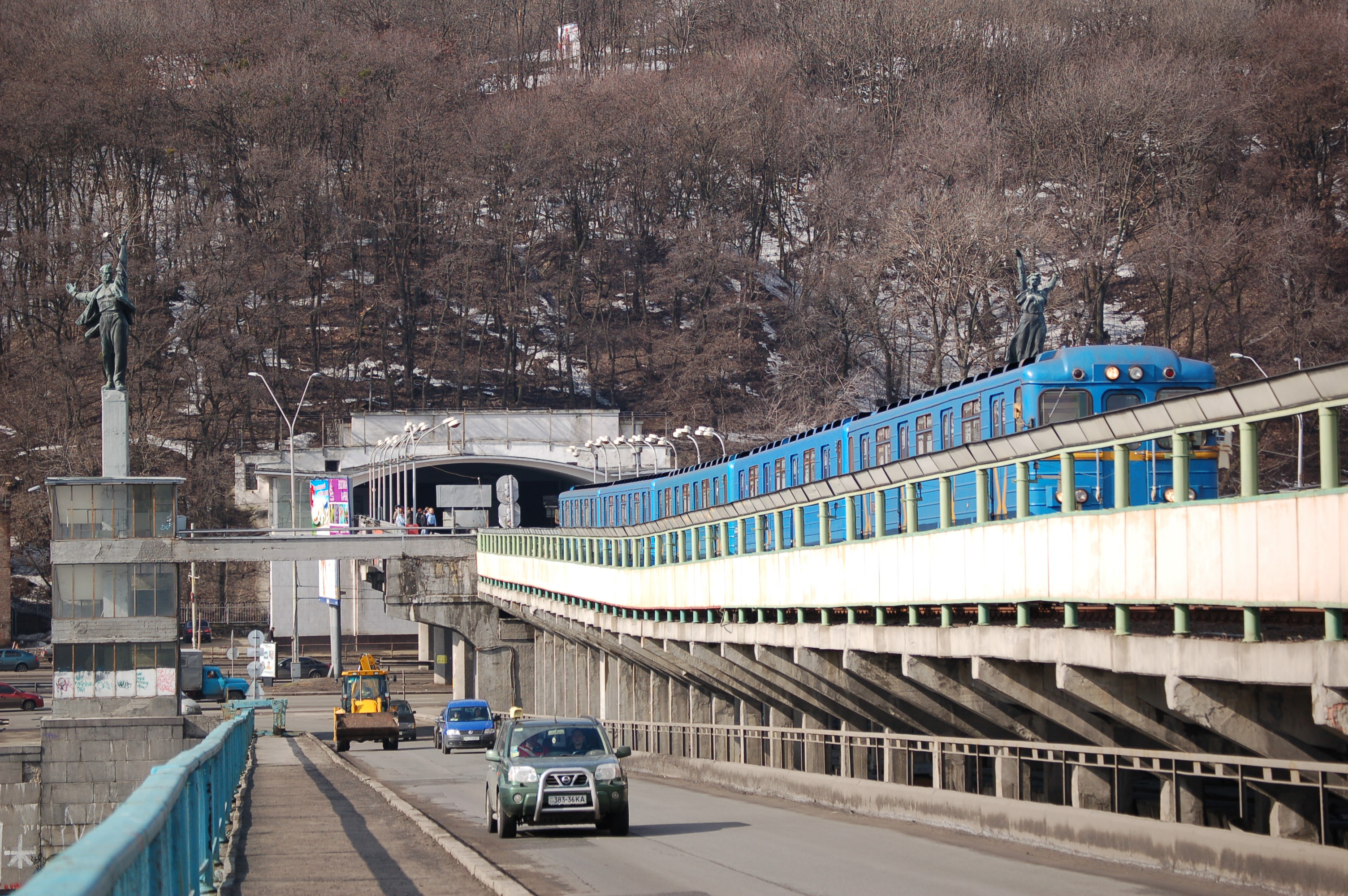
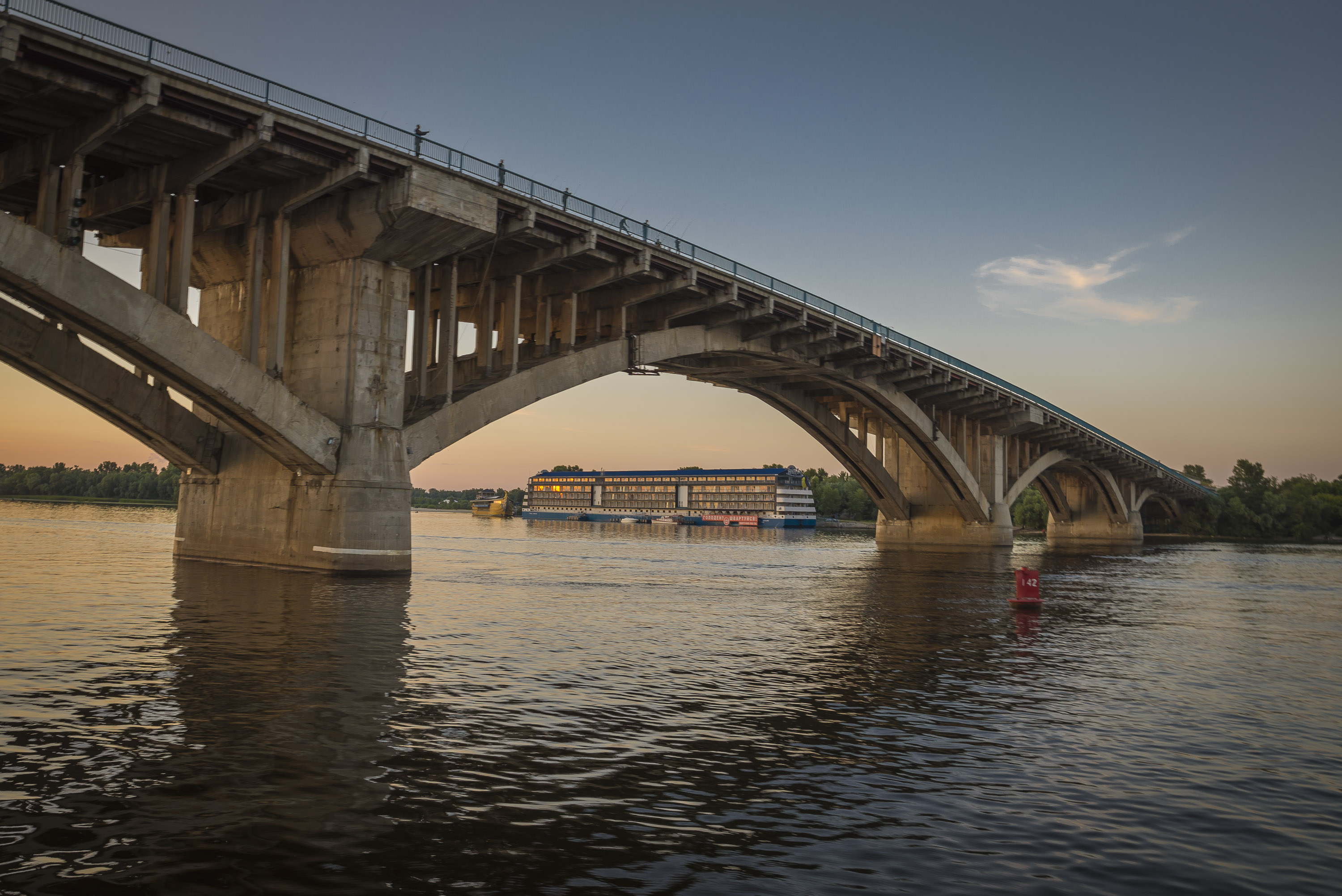
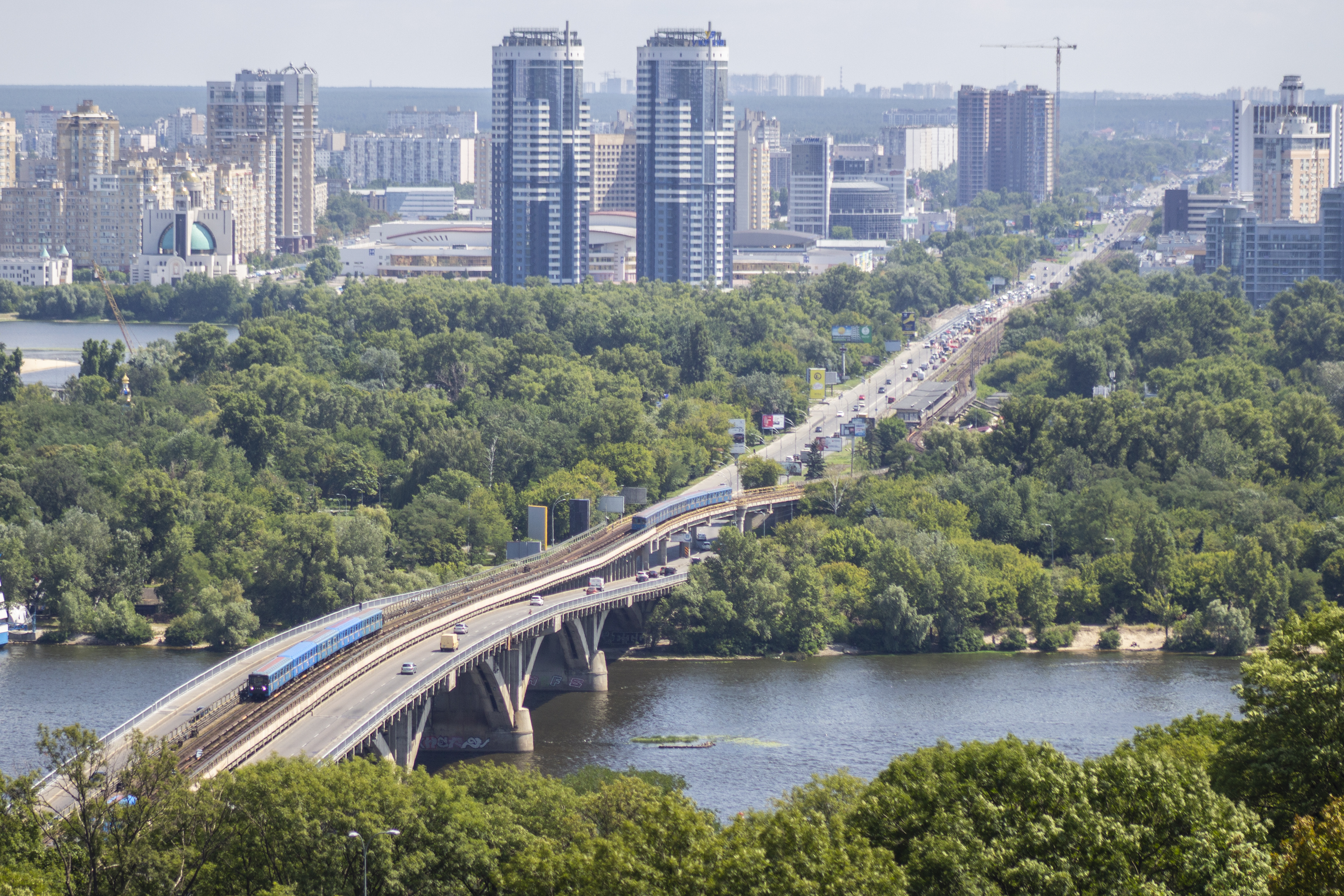
View from the western bank of the Dnipro river

## 延伸阅读
- 基辅南桥
- 基輔水公園